# Bijele i Samarske stijene
Bijele i Samarske stijene su strogi rezervat i nalaze se u središnjem dijelu Velike Kapele u Gorskom kotaru u Primorskoj-goranskoj i Karlovačkoj županiji. Rezervat je proglašen 24. siječnja 1985. g. na površini od 1175 ha.
Reljef obuhvaća brojne bizarne vapnenačke stijene. Na kamenim blokovima raste šuma jele, smreke te bukve.
Najviši vrh Samarskih stijena iznosi 1302 m, a zapadno od njih nalaze se Bijele stijene s najvišim vrhom od 1335 m. 
1952. godine planinari PDS „Velebit” iz Zagreba podignuli su „Ratkovo sklonište”. 
U rezervatu se nalaze se najraznolikije pojave krške prirode.
Od flore tu se nalaze primjerice runolist, srčanik, dragušac. U sačuvanoj prirodi žive primjerice medvjedi, lasice, puhovi i kune.

## Fotografije
- Šuma na kamenim blokovima
- Pogled na Samarske stijene
- Bijele stijene
- Bijele stijene

## Vanjske poveznice
- fer.hr
- gorskikotar.hr  Arhivirana inačica izvorne stranice od 17. veljače 2011. (Wayback Machine)
- TZ Kvarnera
- Javna ustanova Priroda - Primorsko - goranska županija
- Javna ustanova Natura viva - Karlovačka županija  Arhivirana inačica izvorne stranice od 29. veljače 2012. (Wayback Machine)
- http://www.tz-mrkopalj.hr/index.php  Arhivirana inačica izvorne stranice od 28. svibnja 2016. (Wayback Machine)